# Bez kanadyjski

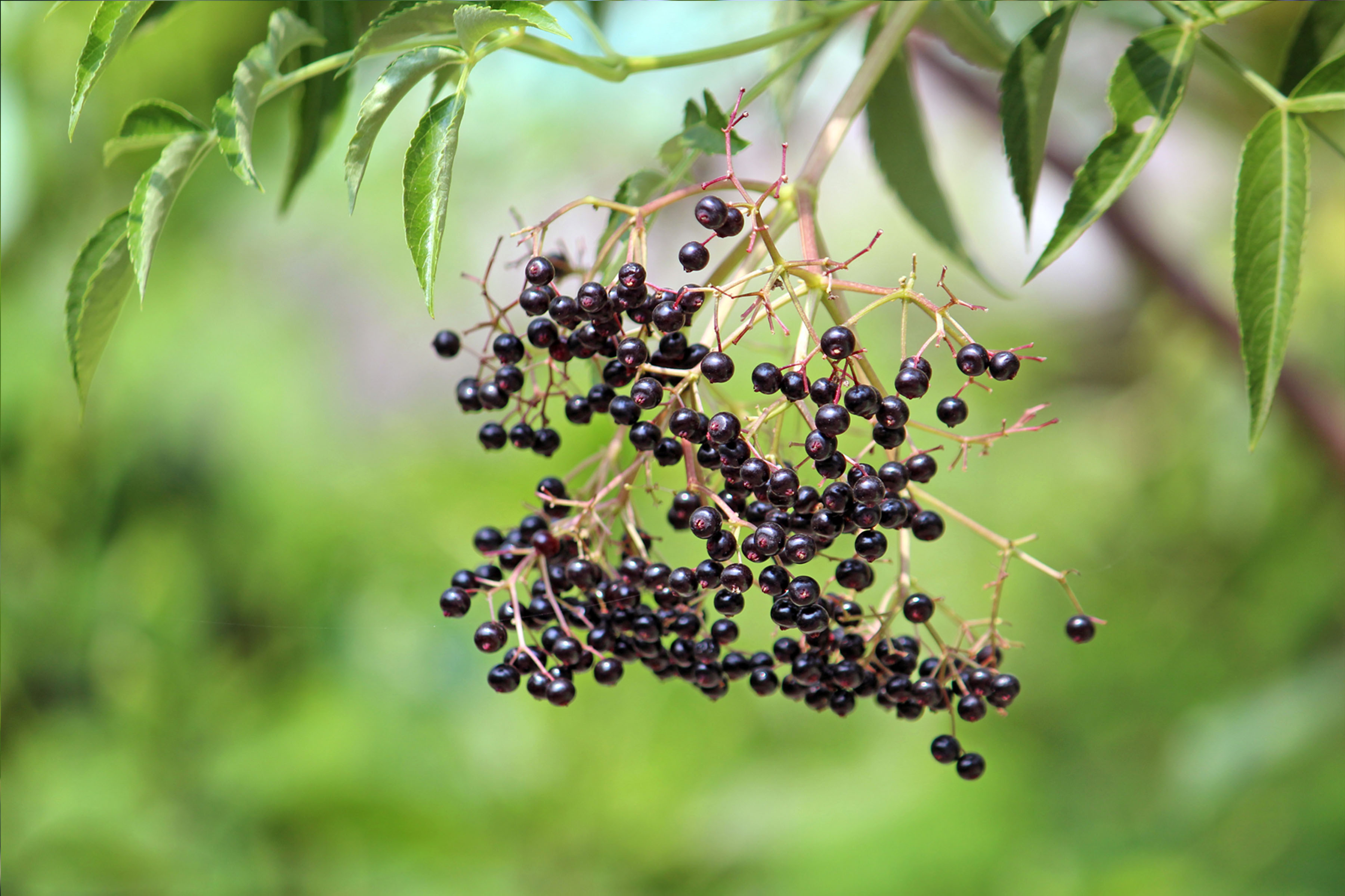
Owoce

Bez kanadyjski (Sambucus canadensis) – gatunek roślin z rodziny piżmaczkowatych (Adoxaceae). Pochodzi z Ameryki Północnej. Jest blisko spokrewniony z bzem czarnym (Sambucus nigra) i często mylony z nim ze względu na podobieństwa w wyglądzie i użytkowaniu. W niektórych ujęciach systematycznych uznawany jest za podgatunek bzu czarnego.

## Występowanie
Bez kanadyjski naturalnie występuje w środkowej i wschodniej Kanadzie, w Stanach Zjednoczonych (z wyjątkiem północnego zachodu i środkowego zachodu), w Ameryce Środkowej i Południowej od Wenezueli po Boliwię. Jako introdukowany rośnie na Wielkich Antylach, w Wielkiej Brytanii, w południowo-wschodniej Azji i środkowej Afryce.

## Morfologia
PokrójWielopędowy krzew dorastający do 3–5 metrów wysokości.
LiściePierzasto złożone, składające się z 5–11 owalnych listków (zwykle 7). Listki długości 5–14 cm długie i do 6 cm szerokie. Owalne, u podstawy zaokrąglone, na wierzchołku ostro zakończone, brzegi gęsto ząbkowane.
KwiatyBiałe lub kremowe, zebrane w duże baldachy, które mogą osiągać do 20–30 cm średnicy.
OwoceCzarne lub ciemnofioletowe jagody o średnicy 5–6 mm.

## Zastosowanie
Ma szerokie zastosowanie zarówno w kuchni, jak i w medycynie. Jego owoce są jadalne po ugotowaniu i często używane do wyrobu dżemów, syropów, win i soków. Kwiaty mogą być używane do produkcji napojów, syropów i herbaty. W medycynie ludowej bez kanadyjski wykorzystywany jest jako środek przeciwgorączkowy, przeciwzapalny i wzmacniający odporność. Owoce zjadane na surowo w większej ilości mogą spowodować rozstrój żołądka. Chętnie też zjadane są przez ptaki.

## Uprawa
Bez kanadyjski preferuje stanowiska słoneczne do półcienistych i gleby wilgotne, ale dobrze przepuszczalne. Jest odporny na mrozy i może rosnąć w różnych warunkach klimatycznych. Roślina jest łatwa w uprawie i nie wymaga specjalnych zabiegów pielęgnacyjnych.